# Eugeniusz Małdyk
Eugeniusz Małdyk (ur. w 1909 w Łodzi, zm. 13 maja 1991 w Warszawie) – polski patomorfolog, dr hab. nauk medycznych, profesor zwyczajny.

## Życiorys
W 1959 uzyskał doktorat, natomiast w 1962 uzyskał stopień doktora habilitowanego w zakresie nauk medycznych na podstawie rozprawy zatytułowanej Zmiany histologiczne w sercu, w tętnicy głównej oraz w nerkach królików we wczesnych okresach cukrzycy doświadczalnej. W 1963 został kierownikiem w Zakładzie Anatomii Patologicznej w Instytucie Reumatologicznym w Warszawie, po czym w latach 1973–1980 pełnił obowiązki dyrektora tegoż instytutu. W 1970 został profesorem nadzwyczajnym. W 1977 otrzymał nominację na profesora zwyczajnego.
Pełnił funkcję przewodniczącego Polskiego Towarzystwa Reumatologicznego oraz członka w Komitecie Patologii EULAR.

## Życie prywatne
Jego żoną była Henryka Szydełko z którą miał dwoje dzieci córkę Magdalenę i syna Pawła.